# Jacques Étienne Bérard
Jacques Étienne Bérard (* 12. Oktober 1789 in Montpellier; † 10. Juni 1869 ebenda) war ein französischer Naturforscher, Physiker und Chemiker.

## Leben
Der Sohn von Étienne Bérard (1764–1839) und Thérèse Salettes (ca. 1774–1839), beide seit 1788 verheiratet, war J.E. Bérard. Étienne Bérard war ein Hersteller von Chemikalien und mit dem Chemiker Claude Louis Berthollet (1748–1822) bekannt. Er empfahl ihm seinen Sohn als Laboranten. Im Jahre 1807 ging der junge J.E. Bérard in das Haus von Claude Louis Berthollet nach Arcueil nahe Paris. Im Juli 1807 wurde er Mitglied der Société d’Arcueil.
Er nutzte die Nähe seines neuen Domizils zu Paris, um an den durch Napoleon Bonapartes (1769–1821) über einen Erlass vom 17. März 1808, Décret portant organisation de l’Université, reorganisierten universitären Studiensystem im Jahr 1811 seine Licence ès sciences zu absolvieren. Er wurde am 20. Dezember 1819 in die Abteilung für Chemie der Pariser Académie des sciences gewählt.
J.E. Bérard war seit 1829 mit Madeleine Anaïs Combres (* ca. 1810) verheiratet.
Sie hatten drei Kinder: Stéphanie Françoise Amica Bérard (* ca. 1832), Henri Étienne Bérard (* 1836) und Raoul Bérard (* 1841).
1827 wird er Professor an der Schule für Pharmazie, École de Pharmacie de Montpellier und 1832 an der medizinischen Fakultät, Faculté de médecine, in Montpellier. In den Jahren 1847 bis 1869 wird er an der medizinischen Fakultät von Montpellier deren Dekan, Académie des sciences et lettres de Montpellier, Doyen de la Faculté de Médecine und Correspondant de l’Institut.
In den Jahren 1837 bis 1839 ist er Abgeordneter und später Stadtrat in Montpellier.

## Wissenschaftliche Leistungen
J.E. Bérards erste veröffentlichte Arbeit (1809–1810) beruhte auf der Analyse von Salzen und einer Studie zu deren Löslichkeit, einer Forschung, die er auf Geheiß von Claude Louis Berthollet durchführte. Er forschte  über die Messung der Dichte von Stickstoffmonoxid (NO) gemeinsam mit Joseph Louis Gay-Lussac (1778–1850), um einen Bezugspunkt für dessen Gasgesetze zu schaffen. J.E. Bérard arbeitete zusammen mit Étienne Louis Malus (1775–1812) an einer Studie zur Infrarot- und Ultraviolett-Strahlung und klärte deren Polarisierbarkeit und Doppelbrechung.
J.E. Bérard bekannteste Forschung war in Zusammenarbeit mit François-Étienne de La Roche (1781–1813) zur Bestimmung der spezifischen Wärme (Spezifische Wärmekapazität) von Gasen zustande gekommen. Beide verbesserten die Messmethoden von Antoine Laurent de Lavoisier (1743–1794) und Pierre Simon Laplace (1749–1827) und erzielten erstmals reproduzierbare Ergebnisse. Sie erhielten für diese wissenschaftliche Arbeit von der Académie des sciences 1813 einen Preis.
Im Jahre 1821 wurde J.E. Bérard durch die Académie des sciences mit einem Preis für seine Arbeiten über die Reifung von Früchten ausgezeichnet. Es war die erste wissenschaftliche Untersuchung der Wirkung von verschiedenen Gasen auf die Reifung der Früchte. J.E. Bérard erkannte, dass geerntete Früchte Sauerstoff (O2) verbrauchen und Kohlendioxid (CO2) abgeben.

## Werke
- J. E. Bérard: Observations on the Alkaline Oxalates and Superoxalates, and particularly on the Proportions of their Elements. In: Journal of the Nature and Philosophy of Chemistry and the Arts. Band 31, 1812, S. 20–33 (eingeschränkte Vorschau in der Google-Buchsuche).
- François De La Roche, J. E. Bérard: Mémoire sur la détermination de la chaleur spécifique des différents gaz. Perronneau, Paris 1813.